# Stephen Myler
Pour les articles homonymes, voir Myler.

a Compétitions nationales et continentales officielles uniquement.

b Matchs officiels uniquement.
Dernière mise à jour le 28 février 2024.
Stephen Myler, né le 21 juillet 1984 à Widnes (Angleterre), est un joueur anglais de rugby à XIII et rugby à XV qui évolue principalement au poste de demi d'ouverture et peut également jouer aux postes de centre ou d'arrière.

## Biographie
Stephen Myler débute par le rugby à XIII et joue avec les Widnes Vikings et les Salford City Reds en Super League, son cousin Richard Myler est lui un international treiziste anglais. En 2006, il se tourne vers le rugby à XV et rejoint les Northampton Saints. Il dispute son premier match dans cette discipline contre Leicester en coupe d'Angleterre. Il pousse rapidement sur le banc le demi d'ouverture néo-zélandais Carlos Spencer.
À l'issue de la saison 2022-2023, il annonce prendre sa retraite sportive.

## Palmarès
- Vainqueur du Challenge européen en 2009.
- Vainqueur de la Coupe d'Angleterre en 2010
- Vainqueur du Championnat d'Angleterre de D2 en 2008.
- Finaliste de la Coupe d'Europe en 2011